# Elaeocarpus palembanicus
Elaeocarpus palembanicus är en tvåhjärtbladig växtart som först beskrevs av Friedrich Anton Wilhelm Miquel, och fick sitt nu gällande namn av Edred John Henry Corner. Elaeocarpus palembanicus ingår i släktet Elaeocarpus och familjen Elaeocarpaceae. Utöver nominatformen finns också underarten E. p. leptomischus.